# Сан-Вітторе-Олона
Сан-Вітторе-Олона (італ. San Vittore Olona) — муніципалітет в Італії, у регіоні Ломбардія,  метрополійне місто Мілан.
Сан-Вітторе-Олона розташований на відстані близько 500 км на північний захід від Рима, 25 км на північний захід від Мілана.
Населення — 8395 осіб (2014).
Покровитель — святий Віктор.

## Демографія
Населення за роками:

Станом на 1 січня 2023 року в муніципалітеті офіційно проживало 877 іноземців з 58 країн, серед них 88 громадян країн Євросоюзу та 55 громадян України.

## Сусідні муніципалітети
- Канеграте
- Черро-Маджоре
- Леньяно
- Параб'яго